# 4473 Sears
4473 Sears (1981 DE2) là một tiểu hành tinh vành đai chính được phát hiện ngày 28 tháng 2 năm 1981 bởi Schelte J. Bus ở Đài thiên văn Siding Spring trong khóa học thuộc Khảo sát tiểu hành tinh Schmidt-Caltech vương quốc Anh.